# Kabupaten Bolaang Mongondow Timur
Kabupaten Bolaang Mongondow Timur (engelska: East Bolaang Mongondow Regency) är ett kabupaten i Indonesien.   Det ligger i provinsen Sulawesi Utara, i den nordöstra delen av landet, 2 100 km öster om huvudstaden Jakarta. Antalet invånare är 63 654.